# 威瑟比SA-459半自動霰彈槍
威瑟比SA-459（英語：Weatherby SA-459）是一款由美国槍械製造商威瑟比武器製造公司所設計和生產的半自動霰彈槍（戰鬥霰彈槍），發射12鉛徑和20鉛徑霰彈。

## 歷史
2000年後，艾德·威瑟比試圖進軍泵动式霰彈槍市場並推出其泵动式霰彈槍。但此時他發覺泵动式霰彈槍將不再是霰彈槍的主流，想要開闢更大的警用霰彈槍市場，必須研發才是霰彈槍的未來的半自動霰彈槍。經調整策略後着力研發，最終在2012年，推出其新警用半自動霰彈槍，並且為了降低成本定在土耳其生產，該霰彈槍被命名為威瑟比SA-459。

## 設計細節
SA-459半自動霰彈槍採用活塞導氣式自動方式，共有12號與20號兩款不同鉛徑。20鉛徑的半自動霰彈槍的後座力相對12鉛徑而言較低，適合女警及亞裔警員使用。

### 槍管組件
SA-459的黑色滑膛槍管內部進行了鍍镍處理，有助於延長槍管壽命，減少清理槍管的次數。
槍口裝有新型戰術喉縮以提高精度，而且其延伸出槍管外面的部分還兼具消焰器的功能，能起到降低槍口焰和減少後座力的雙重作用。戰術喉縮長度為38毫米（1.5英寸），使得槍管長延長至508毫米（20英寸）。
槍管前方頂部設有帶護翼的準星，準星帶有红色的光纖管，方便使用者在夜間和光線昏暗的情況下進行瞄準射擊。

### 護木組件
聚合物製護木兩側均設有大面積的菱形防滑紋，並在護木上半部設有凹槽，以提供使用者更好的握持舒適度。
護木左右兩側分別設有上下兩個長圓形排氣孔，用於排除護木內部導氣系統中的多餘廢氣。護木內部設有活塞導氣組件和管式彈倉，彈倉頂部的彈倉帽設有槍背帶環。
威瑟比公司還提供兩種彈倉帽。第一款帶有一小段皮卡汀尼導軌，換裝後就可以加裝戰術燈和雷射瞄準器等戰術附件。第二款是專門的彈倉延長管，可將該槍的彈倉容彈量從只有5發增加到7發。

### 機匣
SA-459的機匣採用7075-T6鋁合金打造而成，右下方刻有威瑟比公司的銘文，頂部則安裝有MIL-STD-1913戰術導軌。
導軌上安裝了鬼環式照門，照門與槍管上的準星配合，實施目標瞄準。
機匣內部設有梯形橫截面的轉拴式槍栓組件，右側設有一個圓形拉機柄，方便射手操作。

### 扳機組件
SA-459的扳機組件採用一個固定在機匣下方的固定銷。扳機組件後方設有傳統的橫閂式保險，使用者只需用拇指或食指就可以控制保險。保險推向左側露出紅色標記，武器即呈待擊狀態；將保險推向右側則是保險狀態。

### 槍托
SA-459帶有十分適合警用的附手槍握把式槍托，採用注塑工藝製造而成，長度為343毫米（13.5英寸）。握把後方帶有橫向防滑紋，讓使用者握持時更為順手。槍托後方底部帶有槍背帶環，與彈倉帽上的槍背帶環配合，用以安裝槍背帶。槍托尾部設有厚實的橡膠製緩衝墊，能起到良好的後座力緩衝作用。

## 衍生型
- 土耳其型：槍身大部份使用真樹Xtra綠色迷彩，唯一無預設照門。
- TR型：預設裝上戰術喉縮。
- 八發型：預設裝上彈倉延長管，23⁄4英吋時最多八發。

## 外部連結
- （英文）—Weatherby Official site—
  - SA-459™ Turkey
  - SA-459™ TR
  - SA-459™ 8-Shot
- （英文）—The Firearm Blog.com—
  - Weatherby SA-459 Threat Response Tactical Shotgun （页面存档备份，存于）
  - Weatherby’s SA-459 Turkey Shotgun （页面存档备份，存于）
- （英文）—The Truth About Guns.com—Gun Review: WBY-X PA-459 Shotgun （页面存档备份，存于）
- （英文）—Tactical Life.com—Weatherby SA-459 TR 12 Gauge Tactical Shotgun Review （页面存档备份，存于）
- （英文）—Gun Dog Arms.com—Weatherby SA-459 TK Review